# Калінінська наступальна операція
Калінінська наступальна операція — фронтова наступальна операція радянських військ Калінінського фронту в ході битви за Москву в грудні 1941 — січні 1942 року.

## Історія

### Передумови
На початку грудня 1941 року німецькі війська, що рвалися до Москви, в запеклих боях з військами Калінінського, Західного і Південно-Західного фронтів зазнали великих втрат, виявилися розтягнутими на широкому фронті і втратили свою ударну силу. Поступово втративши свій бойовий потенціал, виснажені армії вермахту переходили на підступах до радянської столиці до оборони.
Скориставшись ситуацією, Ставка ВГК віддала наказ військам на західному стратегічному напрямку перейти в контрнаступ. На калінінському напрямку командування Калінінського фронту в період підготовки контрнаступальної операції провели перегрупування, і на лівому крилі фронту зосередили ударне угруповання чисельністю п'ять стрілецьких дивізій 31 А і три стрілецьких дивізії 29 А. Хоча у загальному співвідношенні війська Червоної армії не мали переваги над німецькою 9-ю армією за загальною чисельністю, проте, за рахунок маневру силами та засобами на напрямку головного удару було досягнуто півторакратну перевагу над противником у живій силі. За кількістю артилерійських засобів перевага залишалася за вермахтом.
За станом на 1 грудня 1941 року співвідношення сил на цій ділянці радянсько-німецького фронту було таким: радянським силам протистояла 9-та німецька армія генерал-полковника Адольфа Штрауса у складі 12 піхотних дивізій, 1-ї дивізії охорони й 1-ї кавалерійської бригади військ СС. Її чисельність була приблизно 153 тис. осіб, гармат та мінометів у німців було близько 2 200 одиниць, танків — 60. У Калінінському фронті було близько 200 тис. осіб, приблизно 1 000 гармат і мінометів, 17 танків. Співвідношення в живій силі 1,5:1 на користь радянських військ, по гарматах, мінометах — 1:2,2, по танках — 1:3,5.
Наступальну операцію планувалося провести в 2 етапи. На першому етапі з'єднання 29-ї і 31-ї армій, повинні були в перший день наступу пробити оборону німців і оволодіти Калініном. У подальшому наступаючі війська Червоної армії повинні були вийти на лінію: Даниловське, Неготино, Старий Погост, Козлово. На другому етапі війська фронту повинні були розвинути успіх у південному напрямку й ударною групою вийти на рубіж річки Шоши.

### Хід операції

#### Перший етап
5 грудня 1941 року війська Калінінського фронту перейшли в наступ. Вранці наступного дня перейшли в наступ ударні угруповання Західного і правого крила Південно-Західного фронтів. Запеклі бої розгорнулися на фронті понад 1 000 км (від Калініна до Єльця).
На Калінінському напрямку в центрі оперативної побудови фронту головний удар — через Волгу — завдавали підрозділи 256-ї, 119-ї, 250-ї і 5-ї стрілецьких дивізій 31-ї армії. Об 11 годині 5 грудня перейшли в наступ частини генерала Масленнікова І. І., що займали оборону на північний захід від Калініна. О 13 годині розпочався наступ з північного сходу частин генерала Юшкевича В. О.. Через півтори години від початку наступу група радянських військ, прорвавши німецьку оборону, опанувала околицею села Стара-Костянтинівка. О 13 годині після 45-хвилинної артилерійської підготовки і ударів авіації в наступ перейшли головні сили армії. З самого початку бій прийняв запеклий характер. Стрілецькі роти, що наступали без підтримки танків, кидком подолали Волгу, але на протилежному березі потрапили під сильний вогонь.
Наприкінці 5 грудня війська 31-ї армії, долаючи опір противника, прорвали першу лінію оборони противника, осідлали шосе Москва — Калінін і, просунувшись вперед на 4-5 км, передовими підрозділами впритул підійшли до Жовтневої залізниці. Всього за перший день настання було звільнено 15 населених пунктів. Однак поставлену командувачем фронту завдання війська армії не виконали.
З'єднання 29-ї армії перейшли в наступ о 11 годині 5 грудня в загальному напрямку на Даниловське. Частини 246-ї (командир генерал-майор Мельников І. І.) і 252-ї (командир полковник Забалуев О. О.) стрілецьких дивізій, подолавши до 14 години по льоду Волгу, вийшли на дорогу Красново — Мігалово. 243-тя стрілецька дивізія (командир генерал-майор Поленов В. С.), що наступала на північну околицю міста, зустріла завзятий опір противника. Подальшого розвитку наступ не отримало.
Однак, через проведення військами вермахту контратак, частини 246-ї і 252-ї дивізій змушені були відійти на лівий берег Волги і під кінець п'ятого дня боїв практично залишалися на тих самих рубежах, з яких почали наступ.
Протягом 6 і 7 грудня з'єднання 31-ї армії вели запеклі бої на досягнутих рубежах. Проте, внаслідок погано організованого зв'язку між з'єднаннями та взаємодії батальйон 922-го стрілецького полку 250-ї дивізії піддався паніці й втік з поля бою, спровокувавши масове втечу решти сусідніх частин. Неорганізований відступ призвів до значних втрат (близько 1,5 тис. осіб загиблими, пораненими та зниклими безвісти).
За самовільний відхід із займаних позицій командування полків було віддано до суду військового трибуналу. Командир і комісар 918-го полку, комісар 916-го полку були засуджені до розстрілу. Командир 916-го — до 10 років позбавлення волі з пониженням у посаді і відправленням на передові позиції.
Щоб відновити становище і розвинути подальший успіх на головному напрямку, командувач армією в другій половині 6 грудня вводить у бій свій резерв — 262-ту стрілецьку дивізію. Весь дні 6 грудня велися запеклі бої за переправи через Волгу.
7 грудня після 15-хвилинної артпідготовки, радянський наступ був продовжений. Після жорстокого бою війська 31-ї армії знову зайняли Емаус, який був важливим опорним пунктом на шосе Москва — Калінін. А 8 грудня радянські війська вийшли на залізницю Клин — Калінін і відбили залізничну станцію Чупріяновка.
9 грудня у запеклих боях війська 31-ї армії на своєму правому фланзі оволоділи опорним пунктом Кольцово, а на центральному напрямку звільнили від противника Кузьминське. Передові загони 256-ї стрілецької дивізії під кінець дня перерізали шосе Тургиново — Калінін у 1,5 км на схід від Мозжарина. За п'ять діб напружених наступальних боїв війська армії просунулися вперед на 10-12 км і фактично прорвали всю тактичну зону оборони противника.
Однак, усі спроби 29-ї армії звільнити Калінін закінчилися невдачею. Незважаючи на посилення 31-ї армії з резерву фронту однією стрілецькою і однією кавалерійською дивізіями, наступ армії розвивався повільно. Командування вермахту розуміло, що швидке просування військ Калінінського фронту в південно-західному напрямку загрожуватиме катастрофою для його 3-ї і 4-ї танкових груп, які відходили в цей час під ударами військ Західного фронту. Під Калінін терміново перекинули 129-ту піхотну дивізію, знявши її з московського напрямку, а також 110-ту і 251-шу піхотні дивізії, що діяли проти військ правого крила фронту.
Протягом 13-15 грудня війська 31-ша армія, долаючи впертий опір противника, який неодноразово переходив у контратаки, повільно просувалися до Калініна. Тільки на кінець 15 грудня військами 29 і 31 А були охоплені обидва фланги калінінського угруповання противника, а 30 А Західного фронту створила загрозу тилам 9 А.
Противник, наростивши сили, потіснив війська 29 А і забезпечив шляхи відходу своїх військ на Старицу. У ніч на 16 грудня противник почав поспішний відступ військ з району Калініна. Вранці 16 грудня війська 29 і 31 А за підтримки авіації відновили наступ на Калінін, завдаючи удари військам противника, що відходили.
16 грудня Калінін був звільнений від німецьких окупантів.

#### Другий етап
На другому етапі контрнаступу Червоної армії просування вперед відбувалося в обстановці запеклого опору противника, у важких умовах суворої зими, при загальному недоліку у військ Калінінського фронту озброєння і бойової техніки, великих танкових і механізованих з'єднань і об'єднань не було. Наступ проводився поступовим фронтальним тиском на німецькі війська, ударні угруповання практично не створювалися. Відповідно, темпи просування радянських військ були невисокими.
1 січня 1942 року, війська фронту, посилені 30-ю армією зі складу Західного фронту і 39-ю армією з резерву Ставки ВГК, виконуючи завдання операції, звільнили районний центр Калінінської області — Старицу, а до 7 січня вишли на підступи до Ржева і Зубцову і зайняли вигідне охоплює положення з півночі по відношенню до головних сил групи армій «Центр».
У ході Калінінської наступальної операції війська Калінінського фронту просунулися на торжоксько-ржевському напрямку на 60-70 км, а на напрямку Калінін — Ржев на 100—120 км. 9-та німецька армія зазнала поразки, але оточити і знищити її радянським військам не вдалося.